# 石桥头镇
石桥头镇位于温岭市东南部，境内主要公路为省道林石线，与箬横镇、城南镇等镇接壤，全镇辖区面积27.05平方公里，共有27个行政村。

## 现任领导
镇委书记 陈云峰 
镇长 梁玲春

## 辖区
该镇辖有：石桥街村、沙角村、下宅金村、下宅吴村、小岭下村、横古塘村、黄西岙村、上洞桥村、下洞桥村、陈岙村、阮岙村、何岙村、后林村、大甲头村、后台门村、前林村、土坦头村、横湖村、中央段村、斜路村、杨家浦村、桥浦村、中扇村、东花桥村、上王村、杨家村和下黄村。